# Maieutică
Prin maieutică se înțelege o metodă prin care se urmăreste ajungerea la adevăr pe calea discuțiilor și a dialogului.
Maieutica este arta de a scoate la iveală în cursul discuțiilor filozofice, prin întrebări meșteșugite, adevărul, pe care interlocutorul se presupune că l-ar poseda fără să-și dea seama.
Maieutica este  arta intelectuală atribuită de Platon lui Socrate prin care se extrag, din mintea interlocutorului, concluzii pe care acesta nu știa că le posedă. Este o modalitate  a euristicii.  
Pornește în filozofie, pe principiul neștiinței. În arătarea adevărului, Socrate ia ca principiu prim teza „Știu că nu știu nimic”. Principiul ignoranței are, în discursul socratic, un sens deliberat sau accentuat critic. El este îndreptat tocmai împotriva ignoranței. Ironia este pandantul maieuticii, pare intrinsecă acesteia, așa încât sensul ei poate fi mai adecvat înțeles dacă se corelează cu cel al maieuticii.
În sens literal, maieutica este arta moșitului. Acest sens este păstrat de Socrate, pentru că, pe urmele mamei sale, considera că și el moșește. Dar el moșește bărbații, scopul acestui moșit îl constituie punerea lor pe calea adevărului. Prin moșitul adevărului, Socrate înțelege, deci, capacitatea sa, a filozofului, de a scoate la lumină, din ascunzișul lor, gândurile. O asemenea aducere la lumină a gândului este naștere sau o renaștere a lui, iar aceasta deoarece gândul (ideea) există deja în subiect.
Prin întrebări insistente, Socrate îl pune pe interlocutor în situația de a descoperi, în aparență singur, adevărul. Socrate este cel care pune întrebările, exprimă rezerve față de răspunsuri, se miră, atrage atenția asupra unor inadvertențe sau inconsecvențe ale interlocutorului, provoacă nemulțumirea acestuia față de ceea ce știa și receptivitate față de celălalt, în fine, îl determină la analize și implicații care conduc la definirea a ceea ce se dorea definit.
Metoda socratică implica principiul neștiinței, ironia și maieutica, nu în separație, ci în unitatea lor. În privința metodei, ca una logică, aceasta este metoda inductivă. Fără a fi formulat teoria inducției, Socrate o practică. Prin aceasta, Socrate a descoperit esența și noțiunea: esența în plan ontologic și noțiunea în plan logic.